# European Hockey League
L'European Hockey League (o EHL) è stata la massima competizione europea per squadre di club di hockey su ghiaccio tra il 1996 e il 2000. Era l'erede della Coppa dei Campioni. Dopo la sua sospensione nel 2000, dovuta allo scarso interesse del pubblico, la competizione non fu immediatamente sostituita, e - di fatto - la massima competizione divenne la Continental Cup, che era stata creata sempre nel 1996 per le squadre campioni nazionali che erano state escluse dalla disputa dell'EHL.

## Storia
Nel 1996 il massimo campionato europeo per club cambiò nome e formula: nasceva la European Hockey League o EHL. Si scelse di avere un numero minore di squadre, preferendo puntare sulla qualità dei campionati di provenienza. Per quei campionati che risultavano così esclusi venne creata la Continental Cup, sul modello della Federation Cup, scomparsa nel 1996 dopo sole due edizioni.
Ad affiancare ulteriormente questa nuova competizione venne creata anche la Supercoppa IIHF: per la prima edizione si sono affrontate la vincitrice della prima edizione della EHL e la vincitrice dell'ultima edizione della Coppa dei campioni; dalla seconda ad affrontarsi furono invece la vincitrice dell'EHL e quella della Continental Cup.
L'esperimento non suscitò tuttavia l'interesse sperato nei media e nel pubblico, e dopo sole 4 edizioni, la competizione fu sospesa. Solo nel 2004 fu sostituita dalla European Champions Cup, che - a sua volta - venne sostituita nel 2008 dalla Champions Hockey League. Maggior fortuna ebbe la Continental Cup, che ha continuato ad affiancare la maggiore competizione europea e che anzi - nel periodo tra la chiusura dell'EHL e la nascita della European Champions Cup - fu essa stessa la maggiore competizione europea per club.

## Formula
La formulà cambiò ogni anno.

### 1996-1997
Parteciparono 20 squadre divise in 5 gironi. Dopo un girone di andata e ritorno, vincenti e le migliori tre seconde accedevano ai quarti di finale dei play-off

### 1997-1998
Parteciparono 24 squadre divise in 6 gironi. Le prime classificate e le migliori due seconde accedevano ai play-off.

### 1998-1999
Ancora 24 squadre in 6 gironi, ma questa volta si qualificavano le prime due di ogni girone. Le 12 qualificate si giocavano il passaggio del turno in uno scontro diretto di andata e ritorno. Le sei rimanenti venivano divise in due gironi da tre. Le vincenti i due gironi si sfidarono nella finale.

### 1999-2000
Parteciparono 16 squadre divise in 4 gironi. Le prime due classificate passavano il turno. Le otto squadre si giocarono l'ingresso al girone finale con uno scontro diretto andata e ritorno. Le quattro squadre rimaste giocarono la EHL Top Four Final.

## Albo d'oro
| Anno      | Sede                | Incontro                     | Risultato  | Vincitore     |
| --------- | ------------------- | ---------------------------- | ---------- | ------------- |
| 1996-1997 | Turku (Finlandia)   | TPS - Dinamo Mosca           | 5 - 2      | TPS           |
| 1997-1998 | Feldkirch (Austria) | Dinamo Mosca - VEU Feldkirch | 3 - 5      | VEU Feldkirch |
| 1998-1999 | Mosca, Russia       | Dinamo Mosca - Magnitogorsk  | 1 - 2 (OT) | Magnitogorsk  |
| 1999-2000 | Lugano              | Magnitogorsk - Sparta Praga  | 2 - 0      | Magnitogorsk  |